# すてきにディッシュアップ!
『すてきにディッシュアップ!』は、野村あきこによる日本の漫画作品。『なかよし』（講談社）において、1997年3月号から同年8月号まで連載された。単行本は全1巻。

## 物語
愛美、奈津子、香里、章代、正子の5人は、鴎台高校2年3組の「おべんと仲間」。その日の話題は、1ヶ月前の始業式で、転びそうになった愛美とそれを助けた戸隠の運命の出会いの話だった。

## 登場人物

### おべんと仲間
堺 愛美（さかい まなみ）
鴎台高校2年3組。ショートカットの元気な少女。始業式で戸隠に助けられ一目惚れし、その場で告白する。以来、しつこくアタックし続けている。戸隠からはサルと呼ばれているが、あまり気にしていない。あだ名は「愛美くん」。
及川 奈津子（おいかわ なつこ）
鴎台高校2年3組。ロングヘアをポニーテールにしている、さわやかな少女。陸上部所属。庄司の幼馴染。庄司の誰に対しても平等なところに戸惑うが、自身も誰に対しても平等にふるまっている。あだ名は「なっちゃん」。
池 香里（いけ かおり）
鴎台高校2年3組。ウェーブのかかった髪をもつ、天然な少女。陸上部マネージャー。庄司の彼女。告白された経験14回、付き合ったのが13回という経歴を持つほどモテまくっている。何を考えているのか他人には理解不能。あだ名は「かおちゃん」であり、一人称も同様。
山本 章代（やまもと あきよ）
鴎台高校2年3組。やや量の多い黒髪で、戸隠からゲゲゲの鬼太郎女と言われた経験があり、彼を毛嫌いしている。かなりのミーハーであり、漫画やドラマに感化される。普段は幸せそうなカップルを見てひがんでいる。あだ名は「章代」。
桜内 正子（おううち しょうこ）
鴎台高校2年3組。ストレートのロングヘアの少女で、かなりのマイペース。文芸部部長だが、他の部員は漫画研究部と間違えた後輩ばかりで、部誌の発行が近づく度に頭をかかえている。香里曰く「しっかり者で、責任感がつよくって、でもミョーにかわいいとこがある」とか。章代のミーハーぶりにあきれかえっているが・・・。あだ名は「しょーこさん」。

### 男性陣
戸隠 譲（とがくし ゆずる）
鴎台高校2年3組。愛美の意中の人で、愛美からは「めかくしくん」と呼ばれている。無愛想。奈津子が好き。
庄司 咲耶（しょうじ さくや）
鴎台高校2年5組。陸上部部長。奈津子の幼馴染で、香里の彼氏。差別やひいきが嫌いで、誰に対しても平等にふるまおうとする。
岩城 哲也（いわき てつや）
鴎台高校3年1組。元・応援団団長であり、一見高校生には見えないくらい大柄な青年。愛美の母方の従兄である。愛美と同様、出会ったその日に香里に告白する。幼少時は泣き虫で、愛美もよく泣かせていた。
瀬尾 智生（せお ともき）
鴎台高校の現国教師。産休の先生の代わりとして赴任してきた。文芸部顧問。鴎台高校の卒業生。在学当時同級生だった妻がいる。
池 里史（いけ さとし）
鴎台高校1年4組。文芸部の新入部員。香里の弟である。姉よりも長身。今まで付き合ってきた相手は、全て年上だった。中学時代は短距離走の記録を出しまくるスプリンターだった。

## 書誌情報
- 野村あきこ『すてきにディッシュアップ!』講談社〈講談社コミックスなかよし〉1997年12月3日発売、ISBN 978-4-06-178878-7[1]